# Omar Borrás
Omar Bienvenido Borrás Branda (ur. 15 czerwca 1929, zm. 19 października 2022) - trener urugwajski. Wykładowca akademicki, a także praktyk i teoretyk wychowania fizycznego.
Borrás zajmował się pracą trenerską w różnych dyscyplinach sportowych - w lekkoatletyce, pływaniu, koszykówce i piłce nożnej. Był trenerem lekkoatletycznej reprezentacji Urugwaju na Igrzyska Olimpijskie w 1968 roku. W latach 1961–1976 był trenerem piłkarskim w klubach. Był także asystentem trenera reprezentacji Urugwaju podczas finałów mistrzostw świata w 1966 roku. W 1978 Borrás zatrudniony został w federacji piłkarskiej Urugwaju (Asociación Uruguaya de Fútbol). W latach 1982–1986 był trenerem reprezentacji Urugwaju. W turnieju Copa América 1983 doprowadził reprezentację Urugwaju do tytułu mistrza Ameryki Południowej.
Borrás jako trener wziął udział w finałach mistrzostw świata w 1986 roku, doprowadzając Urugwaj do 1/8 finału. Z powodu swoich uwag pod adresem sędziego i niesportowego zachowania drużyny w meczu ze Szkocją, następny mecz z Argentyną musiał oglądać z trybun, gdyż miał zakaz przebywania w boksie swojej drużyny.
Uważa się, że jest pierwszą osobą, która użyła terminu "Grupa Śmierci" dla określenia grupy, w której Urugwaj musiał zmierzyć się z Niemcami, Danią i Szkocją.